# Оразов, Овез
Овез Оразов — советский хозяйственный, государственный и политический деятель.

## Биография
Родился в 1910 году в ауле Койне Кесыр (ныне — Махтумкулийский этрап). Член КПСС с 1940 года.
С 1932 года — на хозяйственной, общественной и политической работе. В 1929—1967 гг. — ответственный работник Наркомата снабжения, Наркомата пищевой промышленности Туркменской ССР, первый заместитель наркома мясомолочной промышленности Туркменской ССР, председатель Ашхабадского облисполкома, министр животноводства ТССР, управляющий делами СМ ТССР, министр мясомолочной промышленности ТССР, слушатель партийной школы при ЦК ВКП(б), министр торговли ТССР, директор Безмеинского томатно-консервного завода, заместитель директора Института «Туркменгоспроект».
Избирался депутатом Верховного Совета Туркменской ССР 2-го, 3-го, 4-го созывов.
Умер в Ашхабаде в 1986 году.